# Colegios emblemáticos en el Perú
Las  instituciones públicas, educativas, emblemáticas y centenarias en el Perú es un conjunto de instituciones educativas que fueron parte de un plan económico de reconstrucción de la infraestructura educativa impulsado durante el segundo gobierno de Alan García y que se formó sobre la base de las Grandes Unidades Escolares, un conjunto de instituciones educativas creadas y construidas en el Perú a partir de los años 1950 como consecuencia de la aprobación del Plan Nacional de Educación de 1950 durante el ochenio de Manuel Odría. 

## Plan nacional de educación

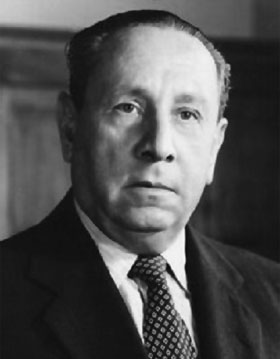
Manuel A. Odría, Presidente del Perú en el periodo 1948-1956

En octubre de 1948, tras la toma del poder por parte de Manuel Odria gracias al golpe de Estado que dio al presidente José Luis Bustamante y Rivero, el coronel Juan Mendoza Rodríguez, quien fuera nombrado como Ministro de Educación, restableció el Consejo Nacional de Educación que había sido desactivado en gobiernos anteriores. Mendoza es destacado en la historiagrafía peruana como un ministro eficiente que, sin ser un intelectual, fue amante de la lectura y consiguió que el presupuesto para la educación fuese uno de los más altos del siglo XX, triplicándose entre 1948 y 1955. Este restablecido Consejo Nacional trabajó bajo su dirección durante todo el año 1949 en la elaboración del marco general de una política educacional que llegara a todos los rincones del país. Así, el 13 de junio de 1950, el gobierno aprobó el Plan Nacional de Educación. Este plan definió objetivos, propuso métodos pedagógicos y contempló una nueva organización escolar así como la formación del magisterio, de nuevos textos, de rentas y construcciones escolares. De esa manera, mediante el esclarecimiento de los conceptos doctrinarios, la identificación de los antecedentes de los diferentes problemas educativos, las soluciones y procedimientos propuestos, estableció un camino a seguir para modernizar la educación peruana.
Uno de los principales problemas educativos que enfrentó el Plan Nacional de Educación se refirió a la infraestructura educativa que resultaba no solo diminuta sino que usualmente se encontraba en malas condiciones. Mendoza afirmaba que en el país funcionaban, en 1950, 99 colegios nacionales de los que 24 contaban con un local alquilado y todos tenían una deficiente infraestructura. Este problema se veía acrecentado con el crecimiento de la gratuidad de la educación pública que fue consolidándose durante la primera mitad del siglo XX. Ya el Presidente José Luis Bustamante y Rivero había establecido en 1945 la gratuidad de la educación secundaria para los alumnos egresados de las escuelas fiscales. De esa manera se generó una gran demanda de la población por estudios secundarios sin que el estado peruano contara aún ni con la infraestructura necesaria ni con profesores en número suficiente. Es precisamente en esos años en los que se inició, en el Perú, el gran fenómeno migratorio desde el campo hacia las grandes ciudades, lo que agravó el problema. 
Ante esa situación, el Plan Nacional de Educación, llamado entonces como "Plan Mendoza" en alusión al ministro que lo impulsaba, contempló como una solución para atender la creciente demanda de educación gratuita la construcción de las grandes unidades escolares a la par de colegios militares que ofrecerían educación de los tres últimos años de educación secundaria además de formación militar. Adicionalmente se impulsó la construcción de escuelas y colegios secundarios. Para ello se creó el Fondo de Educación Nacional, impuesto que gravaba el 10 por ciento a las carreras de caballos,  con cuyos ingresos se construyeron las grandes unidades escolares.
El Plan Nacional de Educación estuvo en vigencia durante 30 años aunque, con la asunción al poder de los militares y el inicio del Gobierno Revolucionario de las Fuerzas Armadas, se dictaron varias normas que fueron modificando lo establecido en el Plan Mendoza. Tras el gobierno militar, durante el segundo gobierno de Fernando Belaúnde Terry, se ábrogó el Plan Nacional de Educación y se reinstauró la vigencia de la Ley Educativa de 1941. De tal forma, las grandes unidades escolares perdieron el protagonismo que tenían dentro del esquema educativo nacional. Aunque en algunos casos mantuvieron su nombre como Grandes Unidades Escolares, éste fue cayendo paulatinamente en el desuso.

## Las Grandes Unidades Escolares

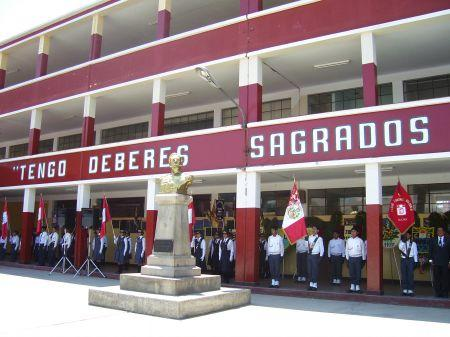
Patio de la Gran Unidad Escolar Coronel Bolognesi en la ciudad de Tacna.

La figura de la "Gran Unidad Escolar", creada como respuesta a la falta de infraestructura educativa capaz de recibir a la nueva cantidad de alumnado que buscaba educación pública grautita, era un complejo educativo que alojaría los dos últimos años de educación primaria, la educación secundaria regular y la secundaria técnica. Contendría además un Centro de Atracción Social, Servicio Médico y, en varios casos, incluso un complejo de viviendas para los Maestros. Se idearon como unidades autárquicas y con una misión directiva en su zona*. En efecto, cada G.U.E. comprendía una escuela primaria - para los dos últimos años de educación de ese nivel -, un colegio nacional de educación secundaria común, un Instituto Nacional Industrial, un Instituto Nacional de Comercio, un Instituto Nacional Agropecuario y escuelas, colegios o institutos nocturnos. Pedagógicamente, ejercían jurisdicción sobre los demás centros educativos de su zona de influencia realizando una labor de orientación, control y coordinación con ellas. La principal ventaja de estas unidades radicaba en la concentración administrativa lo que resultaba sumamente beneficio en un país de reducida capacidad económica como el Perú de los años 1950.
En un inicio se plantearon construir 55 grandes unidades escolares a lo largo del país, (30 de varones y 25 de mujeres), tomando como base instituciones educativas que ya existían y que, en varios casos, fueron fundadas en los primeros años de la república. La distribución inicial que se dispuso fue la siguiente: Nueve GUE de varones y seis de mujeres en Lima. En el norte del país (departamentos de Ancash, La Libertad, Lambayeque, Piura y Tumbes) se establecerían con cinco GUE de varones y cinco de mujeres. En el centro del país (departamentos de Junín, Pasco y Huánuco) siete GUE de varones y seis GUE de mujeres. El sur (Puno, Arequipa, Tacna, Cusco) seis GUE de varones y cinco de mujeres. Finalmente, el Oriente (Loreto y Ucayali) con tres GUE de varones e igual número para mujeres. Sin embargo, hacia 1970, existían 100 grandes unidades escolares.
Las grandes unidades escolares se construyeron en terrenos de 50,000 metros cuadrados para las unidades de varones y 20,000 para las de mujeres. Su construcción descentralizada en todo el país buscaba revertir la migración interna que se hacía por la falta de centros de educación pública de calidad en los departamentos. Por ello se buscó dotar a cada capital de departamento con una GUE así como en las capitales de las provincias más importantes del país. En ese aspecto, las grandes unidades escolares cumplieron su cometido ya que permitieron el aumento del número de personas que accedieron a una educación secundaria. 

### Organización estructural de la GUE
Según el reglamento de las grandes unidades escolares expedido por el Ministerio de Educación como Decreto Supremo N° 24 del 25 de julio de  1956, toda gran unidad escolar contaba con los siguientes departamentos:
- Departamento de Estudios encargado de la labor docente en todos los niveles. Cada departamento se divide, a su vez, en siete direcciones de estudios correspondientes a los centros docentes que integran la gran unidad escolar. La jefatura de este departamento corresponde al director del Colegio Nacional de Educación Secundaria común de esta unidad.
- Departamento de Psicopedagogía encargo del control del rendimiento educativo así como de la orientación al alumnado siendo su carácter el de un órgano técnico, consultivo y de investigación.
- Departamento de Conducta encargado del control de la conducta de los alumnos, formulando y haciendo cumplir las reglas de higiene, éticas y educativas.
- Departamento de Extensión Cultural encargado de organizar y dirigir las actividades extracurriculares y de difusión cultural en la unidad escolar y su zona de influencia.
- Departamento de Educación Física encargo de los cursos de deportes y recreación escolar.
- Departamento de Administración Económica encargado del manejo económico y administrativo de la GUE.
- Organismos complementarios como los de supervisión escolar que se encargan de orientar la pedagogía en los demás planteles de la zona de influencia de la GUE.

### Construcción de las GUE

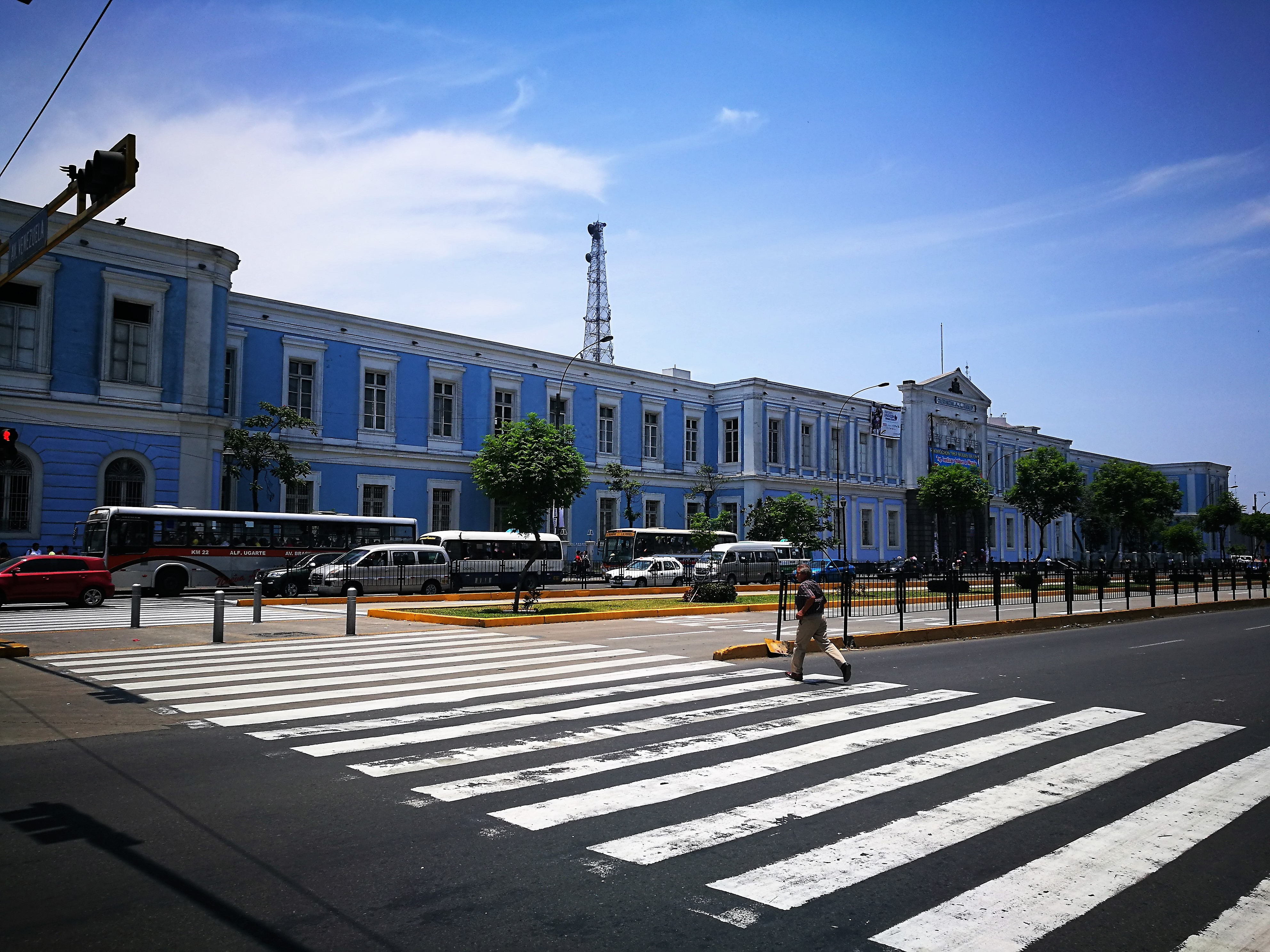
Colegio Nacional de Nuestra Señora de Guadalupe en Lima, Perú.

La puesta en marcha de este proceso implicó el cambio de régimen de muchos de los colegios que ya existían. En casi todos los casos ello implicó la mudanza a un nuevo local construido conforme a lo establecido en el reglamento de las grandes unidades escolares e, incluso, el cambio de nombre. 
La construcción estuvo a cargo del Ministerio de Educación. Arquitecturalmente, todas las unidades tenían un patrón similar que se repetía. Constituido por pabellones de dos niveles que encerraban patios para la realización de actividades de recreación. Su arquitectura era simple y siguió los patrones básicos de la arquitectura racional: muros de ladrillo y ventanas prefabricadas de hormigón.
El inicio de este proceso se dio en la ciudad de Lima tomando como base el Colegio Nacional Nuestra Señora de Guadalupe creado en 1840. En los años anteriores, para atender a todo el alumnado capitalino, se habían creado diversos anexos de este colegio en un esquema tal que los mejores alumnos de los anexos eran los que estudiaban en el local principal. La política impulsada por el presidente Odría tomó estos anexos y los convirtió en grandes unidades escolares independientes
Asimismo, se tomaron varios colegios ya existentes como el colegio Agustín Gutiérrez fundado en 1927 y que en 1952 fue mudado de su local en la Avenida Abancay en el centro de Lima a un inmueble recién construido en terrenos ubicados en el distrito de San Isidro con frente a la avenida Paseo de la República. En 1957, mediante Ley N° 12810 se cambió el nombre de este colegio a Gran Unidad Escolar Alfonso Ugarte. Ya en 1950, en la misma avenida pero en el distrito de Lince, se instaló la G.U.E. Melitón Carvajal, fundada en 1948.
Los colegios formados a partir de los anexos del Colegio Guadalupe se fueron levantando en el distrito de Breña (Colegios Rosa de Santa María, Hipólito Unanue, Mariano Melgar), La Victoria (Pedro A. Labarthe) y Barrios Altos (Mercedes Cabello de Carbonera).
En los departamentos del interior del país se tomó la base de colegios fundados en los primeros años de la república. Así, en Cusco se tomó como base el Colegio Ciencias fundado por Simón Bolívar en 1825. En Tacna se transformó el Liceo Tacna fundado en 1824 y nombrado como "Coronel Bolognesi"  en 1938 para dar lugar a la GUE Coronel Bolognesi. En Huancayo la GUE Santa Isabel se estableció sobre la base del colegio fundado en 1852 por Sebastián Lorente. Asimismo, se procedió a la creación y construcción de algunos otros colegios como los cusqueños Inca Garcilaso de la Vega y Clorinda Matto de Turner.

### Impacto de las grandes unidades escolares
La historiografía peruana destaca conmunmente el gran impacto que tuvo, a nivel de infraestructura educativa, la construcción de las grandes unidades escolares en el Perú otorgándoles incluso un impago socioeconómico revolucionario para una sociedad como la peruana en los años 1950. Así, su creación es identificada con el paso de una educación elitista y privilegiada a otra que abarcaría a las grandes mayorías.

## Lista de colegios emblemáticos en el Perú

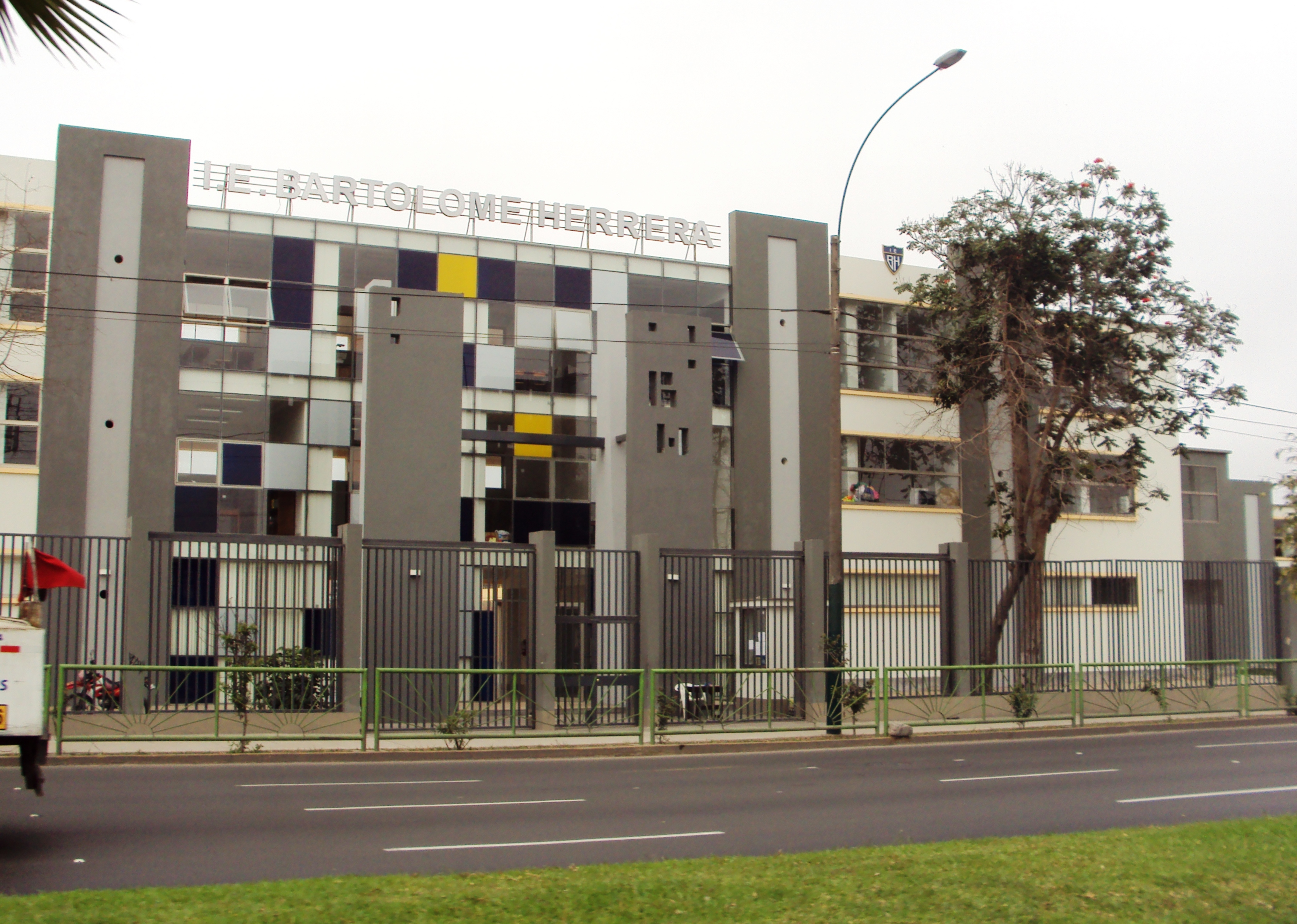
Frontis de la Institución Educativa Emblemática Bartolomé Herrera en el distrito de San Miguel, Lima.

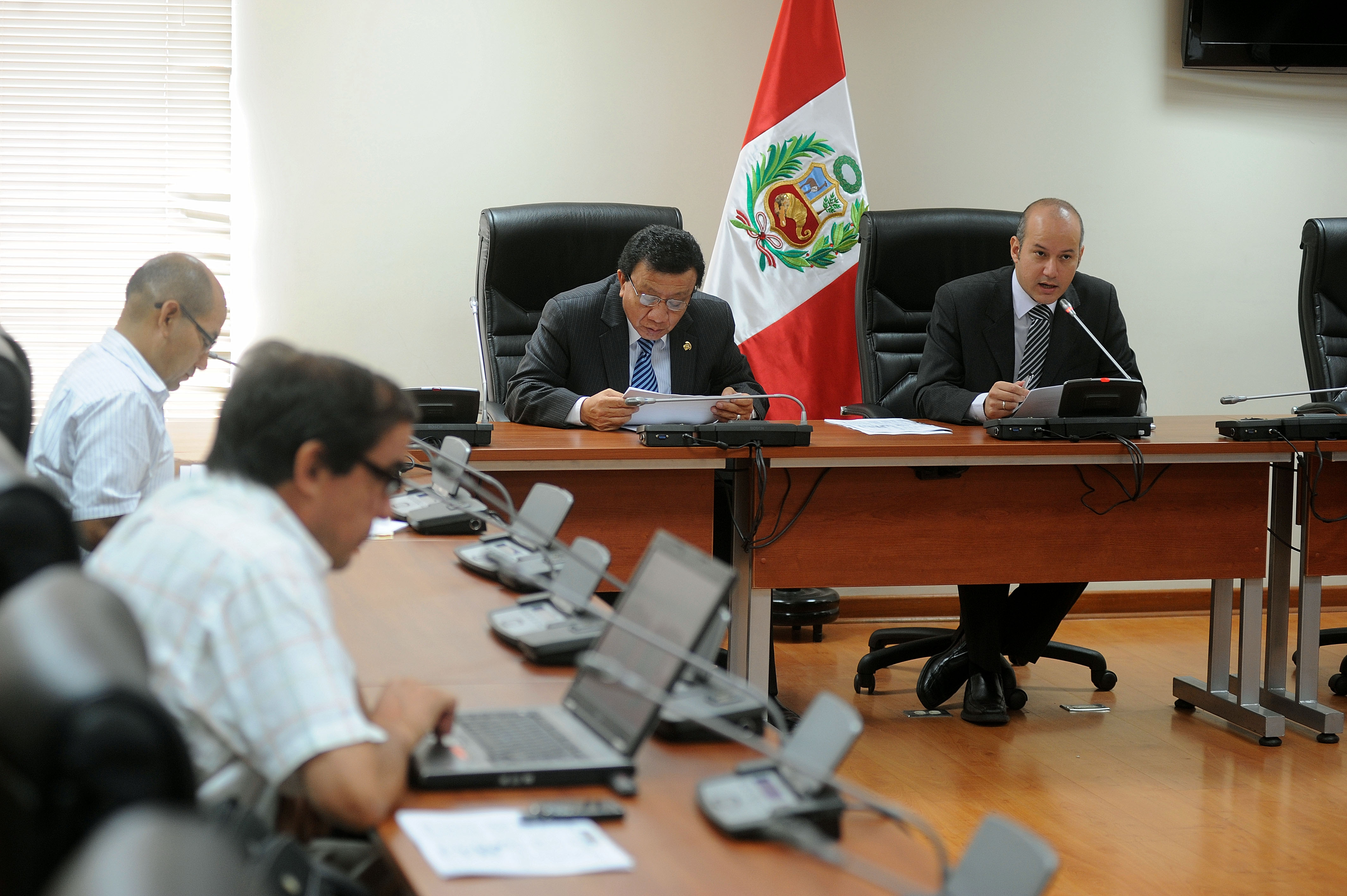
Reunión de la Comisión investigadora de la gestión de Alan García

Durante el segundo gobierno del presidente Alan García Pérez se expidió una norma con rango de ley (decreto de urgencia N° 004-2009) conteniendo una lista de colegios, todos calificados como grandes unidades escolares, denominándolos como "instituciones educativas emblemáticas". Dicha lista incluyó sólo 20 instituciones educativas de la provincia de Lima. Dicha norma estableció principalmente un programa de recuperación de la infraestructura de los mismos denominado "Programa Nacional de Recuperación de las Instituciones Públicas Educativas Emblemáticas y Centenarias" que se excluía del régimen normal de contratación pública de obras. Adicionalmente estableció que mediante resolución ministerial del Ministerio de Educación podrían añadirse nuevas instituciones educativas a dicha lista para ser consideradas como "emblemáticas".
En la exposición de motivos del citado decreto de urgencia se cita la existencia de un total de cincuenta y seis instituciones educativas públicas emblemáticas y centenarias a nivel nacional que atienden a ciento cuarenta y cinco mil alumnos y cuya infraestructura se encontraba en estado sumamente crítico. Asimismo dispone atender esta situación en forma progresiva empezando en la ciudad de Lima con aquellos locales que tengan tanto una matrícula considerable como que sean representativas para la población.
En los meses siguientes, mediante diversas resoluciones ministeriales expedidas entre marzo del 2009 y febrero del 2011, se añadieron nuevas instituciones educativas a la lista de "Colegios emblemáticos". En ese proceso destaca la Resolución Ministerial N° 0318-2010-ED del 25 de octubre del 2010, que añadió, a las 42 instituciones emblemáticas establecidas hasta ese momento, 122 instituciones más con lo que se estableció un total de 164 instituciones educativas emblemáticas en todo el Perú.
El 4 de diciembre del 2012 se publicó la Ley de Presupuesto del Sector Público para el Año Fiscal 2013, Ley N° 29951, que estableció en su octagésima séptima disposición transitoria que el "Programa Nacional de Recuperación de las Instituciones Públicas Educativas Emblemáticas y Centenarias" se cerraría a partir del 1 de enero del año 2013 quedando, sin embargo, en vigencia la denominación y la lista de instituciones educativas clasificadas como tales.
A raíz de esta ampliación, se formularon críticas debido a que la inclusión de gran cantidad de instituciones educativas desvirtuaba la definición de las grandes unidades escolares y también porque el costo de remodelación de una institución emblemática equivalía al de construcción unas 30 escuelas rurales. Adicionalmente, se advirtieron indicios de corrupción en la construcción de estos colegios llegándose en algún momento a plantear incluso la posibilidad de acusar al presidente Alan García por estos hechos. En el informe de la comisión parlamentaria que investigó los actos del segundo gobierno de Alan García se señaló que el Decreto de Urgencia N° 004-2009 que estableció un régimen especial para la contratación de las obras de refacción de los colegios emblemáticos carecía de sustento técnico a la par que hubo un probado vínculo entre las empresas que ejecutaron las obras y el ministro de educación del gobierno aprista José Antonio Chang. No obstante, estudios sobre el impacto de la mejora en la infraestructura educativa en la mejora de la educación concluyen que el resultado del programa de Colegios Emblemáticos en el Perú se justificó plenamente.

#### Libros
- Contreras, Carlos; Oliart, Patricia (2014). Modernidad y educación en el Perú. Lima: Ministerio de Cultura del Perú. ISBN 978-612-46863-6-8.
- Ruiz Robles, José Eduardo (2016). La reforma educativa del gobierno de la fuerza armada del Perú: 1972-1980. Madrid: Universidad Complutense de Madrid. p. 499. Consultado el 9 de agosto de 2019.
- Campana, Yohnny; Velasco, Dennis; Aguirre, Julio; Guerrero, Elmer (Agosto del 2014). Inversión en infraestructura educativa: una aproximación a la medición de sus impactos a partir de la experiencia de los Colegios Emblemáticos. Lima: CIES: Consorcio de Investigación Económica y Social. Consultado el 14 de agosto de 2019.
- Chávez García, Teresa (2006). La enseñanza de la historia del Perú en la educación secundaria durante la segunda mitad del siglo XX (Primera edición). 2006: Fondo Editorial de la Pontificia Universidad Católica del Perú. ISBN 9972-42-763-3. Consultado el 14 de agosto de 2019.

#### Periódicos y publicaciones
- Morillo Miranda, Emilio. «Reformas educativas en el Perú del siglo XX». Revista Iberoamericana de Educación. Consultado el 8 de agosto de 2019.
- Trahtemberg, León (10 de junio de 2000). «Evolución de la Educación Peruana en el Siglo XX». Revista Copé. Consultado el 8 de agosto de 2019.
- Warleta Fernández, Enrique (1957). «Concepto, organizacíon y funcionamiento de las grandes unidades escolares del Perú». Revista de Educación (56): 83-86. Consultado el 3 de agosto de 2019.
- Guerra Martiniere, Margarita (1997). «Obras de gobierno de Manuel A. Odría». Enseñanza de la historia (16): 8-17. Archivado desde el original el 13 de julio de 2018. Consultado el 14 de agosto de 2019.

#### En línea
- «Decreto de Urgencia N° 004-2009 - Crean el Programa Nacional de Recuperación de las Instituciones Públicas Educativas Emblemáticas y Centenarias». Gobierno del Perú. 10 de enero de 2009. Consultado el 2 de agosto de 2019.

- Datos: Q75135774